# Marcià (metge)
Marcià (en llatí Marcianus, en grec antic Μαρτιανός) era un metge de Roma, que va gaudir de gran reputació com anatomista i va viure al segle ii.
Va escriure alguns llibres sobre anatomia, que s'han perdut. Va ser amic de Galè amb el que es va trobar a Roma l'any 165, quan Galè va visitar la ciutat per primera vegada, i del que Galè n'explica una anècdota que l'assenyala com una persona envejosa i malintencionada. Probablement és el mateix que el metge anomenat Marcial (Martialis, Μαρτίαλιος), encara que no se sap quin era el nom correcte. D'aquest Martialis se sap que va néixer vers l'any 95, era seguidor d'Erasístrat i va escriure diversos tractats anatòmics que per un temps van gaudir de força reputació.
Algunes fórmules mèdiques d'un metge del mateix nom que reprodueixen Aeci i Escriboni Llarg no pot ser la mateix persona, ja que vivia en temps d'August.